# Greg Crozier
Grégory Crozier, né le 20 juin 1981, est une personnalité publique. Ce parachutiste sportif français professionnel est champion du monde de freefly et dix fois recordman du Monde de parachutisme. Il est ambassadeur du sport et président de l'association Artistic Skydiving.

## Actualité
Greg Crozier a été invité à l'Élysée par le président Emmanuel Macron le 30 Avril 2024 et a été félicité pour avoir établi un record du monde historique: une formation de 42 parachutistes en vol tête en bas, sautant à 5500 mètres de nuit sous oxygène, le 22 mars 2024.
Il a porté la flamme olympique, le 18 juin 2024 à Antibes
Il a réalisé son 10.000ème saut, le 15 novembre 2024, au Népal face à l'Everest.
Enfin, il réalisé son 10ème record du monde de vol en grande formation, le 30 novembre 2024, à Eloy en Arizona.

## Biographie
Daniel Crozier, père de Greg Crozier, fut pilote d'avion et de montgolfière, et compétiteur affilié à la Fédération aéronautique internationale (FAI) durant un quart de siècle. C'est à Saint-Galmier, lieu dédié au parachutisme, que Greg et son père partageaient leur passion pour l'aviation, suscitant chez le jeune homme l'intérêt pour le parachutisme. Le 2 août 1997, Greg initie sa carrière parachutiste au sein du centre agréé de la Fédération française de parachutisme à Saint-Galmier.
Malgré une cadence de sauts modeste, en raison d'une carrière simultanée dans la marine et la préparation de sa ceinture noire de karaté (qu'il obtient en 2005), Greg parvient à obtenir tous ses brevets de parachutisme et s'engage dans le freefly. Une fois son poste de capitaine de la marine marchande acquis, il intensifie la fréquence de ses sauts. En octobre 2008, en collaboration avec Karine Joly, il crée l'équipe AirWax Freefly dans le but de participer au Championnat de France 2009. À partir de ce moment, le rythme de sauts s'accélère et le duo débute le vol en soufflerie.
En 2009, l'équipe obtient le titre du Championnat de France en catégorie N2. À la suite de cette performance, la Fédération française de parachutisme la reconnaît comme équipe de France espoir. En 2010, ils obtiennent la seconde place du Championnat de France N1, se positionnant juste derrière l'équipe de France principale. L'année 2011 marque leur intégration officielle au sein de l'équipe de France. À la suite d'une intensification de leurs entraînements, ils se qualifient pour les compétitions sur le plan international.
En 2012, l'équipe AirWax remporte la Coupe du Monde de freefly. Elle est par ailleurs sélectionnée avec Karine Joly pour représenter la France au championnat du monde, lors duquel ils obtiennent la médaille de bronze.
En 2013, il fonde l'association "Artistic Skydiving" dans le but de promouvoir sa discipline et d'accompagner d'autres athlètes désireux de participer à des compétitions nationales. L'année suivante, en 2014, il en devient le président. L'association, à ce jour, collabore avec d'autres organismes associatifs pour permettre aux jeunes en situation de handicap physique de s'initier à la chute libre.
En 2017, Greg Crozier participe à la Coupe du Monde en Allemagne, mais des conditions météorologiques défavorables interrompent l'événement. Malgré ces contraintes, la compétition est validée et l'équipe est couronnée vice-championne d'Europe.
En 2018, Greg Crozier s'engage dans la compétition en vol dynamique à 2 (D2W), une discipline de vol indoor. Cette initiative vise à optimiser sa préparation pour les championnats du monde prévus en Australie. Cette même année, l'équipe de France de freefly AirWax, comprenant Karine Joly et Greg Crozier en tant que « performers », ainsi que Baptiste Welsch à la caméra, décroche le titre de champion du monde.
En 2020, il endosse le rôle d'entraîneur pour des équipes nationales spécialisées en parachutisme artistique. Puis, en 2022, il est formé et élevé au rang de formateur de cadres techniques auprès de la Fédération Française de Parachutisme, avec une spécialisation dans la formation des formateurs dédiés à la discipline du Freefly.
En 2022, il est devient formateur de cadres techniques auprès de la Fédération Française de Parachutisme, avec une spécialisation dans la formation des formateurs dédiés à la discipline du Freefly.
En 2023, il est nommé ambassadeur du sport pour la région Sud, une distinction qui reconnaît son influence et son engagement dans le développement du parachutisme et du vol dynamique.
En 2024, il devient officier spécialiste de réserve pour l'armée de terre. Il est invité au Palais de l'Élysée et reçoit une lettre d'encouragement du Président de la République M. MACRON.
En 2025, il est diplômé d'état du ministère des sports : DEJEPS - activités du parachutisme.

## Palmarès
- Champion du monde de freefly 2018
- 10 fois recordman du monde de vol en grande formation ;
- vice-champion d'Europe 2017[9] ;
- Médaille de bronze à la Coupe du monde 2017 ;
- Médaille de bronze au Championnat du monde 2016 ;
- Vainqueur de la Coupe du monde 2012 ;
- Vainqueur du championnat d'Europe 2012 (hors délégation) ;
- 2 fois recordman d'Europe de vol en grande formation ;
- 4 fois champion de France ;
- 7 fois recordman de France de vol en grande formation ;
- 6 fois vainqueur de Coupe de France

En simulateur de chute libre :
- 2 fois Vice-champion de France de D2W, 2020 et 2021

## Carrière de compétiteur
- 34 compétitions, 34 podiums en parachutisme ;
- 16 médailles d'or, 12 médailles d'argent, 6 médailles de bronze ;
- 10 titres nationaux ;
- 15 fois représentant de la France en compétition et record FAI ;
- 3 ans capitaine de l'équipe de France ;
- 2 ans sportif de haut niveau Elite.

En simulateur de chute libre :
- 5 compétitions, 3 podiums dans la catégorie vol dynamique à 2 D2W ;
- 2 médailles d'argent, 2 médailles de bronze

## Distinctions et récompenses

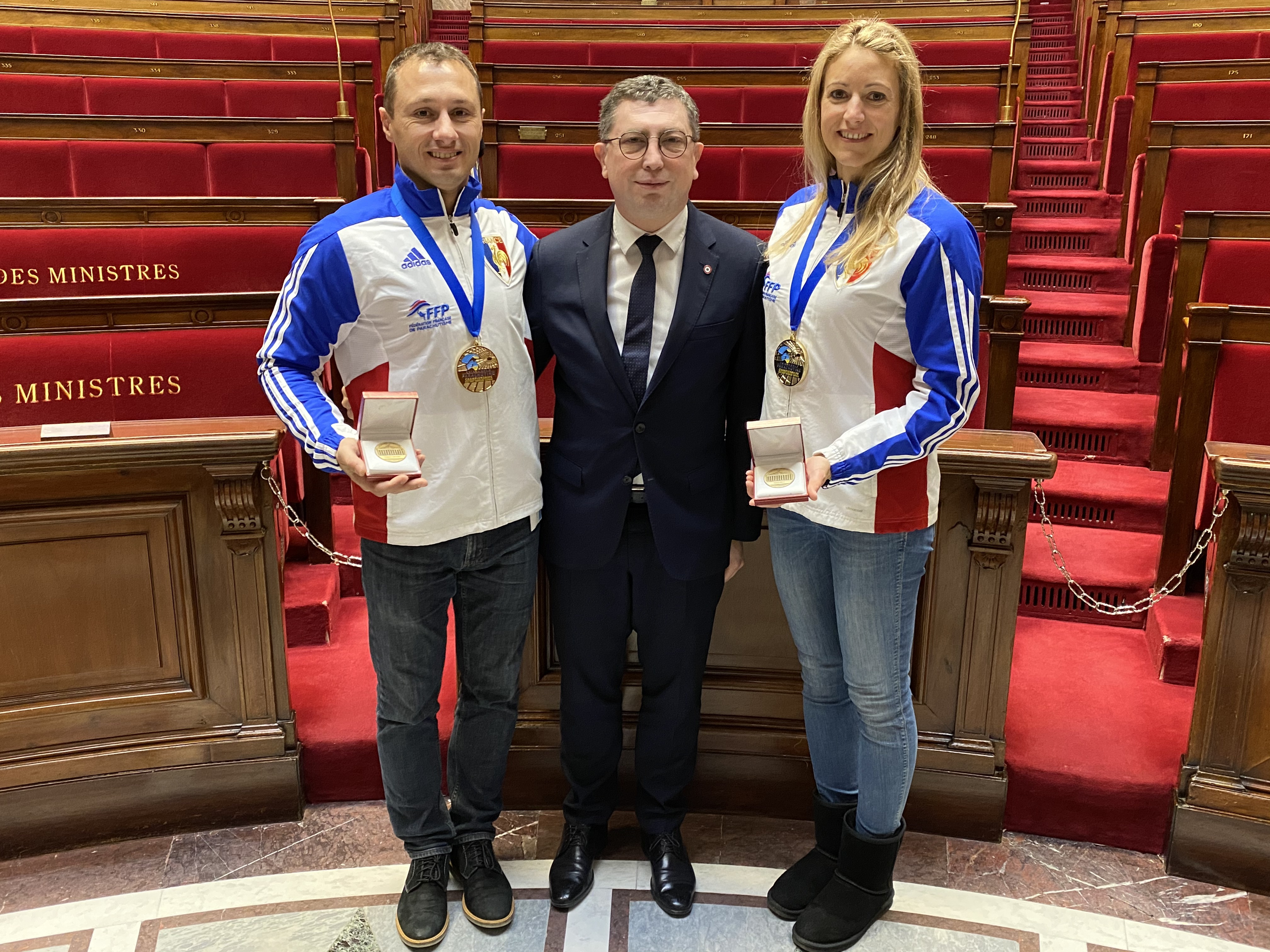
Greg Crozier et Karine Joly, reçoivent la médaille de l'Assemblée nationale accordée par le député Jean-Michel Mis

En 2017, il est promu « Ambassadeur du sport » du département des Alpes-Maritimes.
En 2018, il reçoit la médaille de Bronze du Ministère de la Jeunesse et des Sports décernée par Madame la Ministre Laura Flessel.
En 2020, il reçoit la médaille d'Argent du Ministère de la Jeunesse et des Sports décernée par Madame la Ministre Roxana Maracineanu
En 2022, il reçoit la médaille d'or de la ville de Saint-Étienne.
En 2023, déjà plusieurs fois décoré, Greg Crozier devient Ambassadeur du sport de la région Sud.
- Chevalier de l'ordre national du Mérite (2022)[14].
- Médaille de la jeunesse, des sports et de l'engagement associatif, or (2025)

- Médaille de la jeunesse, des sports et de l'engagement associatif, argent[15]
- Médaille de la jeunesse, des sports et de l'engagement associatif, bronze
- Médaille de l'Assemblée nationale
- Médaille d'or de la ville de Saint Etienne [16]
- Médaille de la Ville de Nice [17]

## Formation et coaching en simulateur de chute libre indoor
- En 2010: diplôme de coach niveau 3 IBA (International Bodyflight Association)
- En 2011: diplôme de coach niveau 4 IBA
- En 2014: Moniteur de vol en soufflerie A et B, avec TIO (Tunnel Instructor.Org)
- En 2015: Moniteur de vol en soufflerie CQP 3D
- En 2016: 
  - devient copropriétaire d'iFLY LYON, et président de la société SAS Airwax, dédiée à la réalisation de toutes les prestations indoor et outdoor liées au parachutisme.
  - devient entraîneur en soufflerie[18]
- En 2017: niveau 4 d'instructeur IBA
- En 2019: Coach International IBA sur les nouvelles techniques de coaching.